# Leiosaurus juguaris
Leiosaurus juguaris är en ödleart som beskrevs av  Laspiur ACOSTA och ABDALA 2007. Leiosaurus juguaris ingår i släktet Leiosaurus och familjen Polychrotidae. Inga underarter finns listade i Catalogue of Life.